# Ganoderma subresinosum
Ganoderma subresinosum är en svampart som först beskrevs av William Alphonso Murrill, och fick sitt nu gällande namn av C.J. Humphrey 1938. Ganoderma subresinosum ingår i släktet Ganoderma och familjen Ganodermataceae.   Inga underarter finns listade i Catalogue of Life.